# Lista de rios da Geórgia

## Rios principais
| Rios           | Total comprimento, km | Comprimento dentro da Geórgia, km | Área de captação. km2 | Bacia de drenagem |
| -------------- | --------------------- | --------------------------------- | --------------------- | ----------------- |
| Alazani        | 409                   | 391                               | 22.0                  | Mar Cáspio        |
| Mtkvari        | 1515                  | 351                               | 21.1                  | Mar Cáspio        |
| Rioni          | 333                   | 333                               | 13.4                  | Mar Negro         |
| Enguri         | 206                   | 206                               | 4.1                   | Mar Negro         |
| Khrami         | 220                   | 187                               | 8.3                   | Mar Cáspio        |
| Tskhenistsqali | 184                   | 184                               | 2.1                   | Mar Negro         |
| Lori           | 320                   | 183                               | 4.7                   | Mar Cáspio        |
| Qvirila        | 152                   | 152                               | 3.6                   | Mar Negro         |
| Supsa          | 117                   | 117                               | 1.1                   | Mar Negro         |
| Araguevi       | 110                   | 110                               | 2.7                   | Mar Cáspio        |
| Bzyb           | 110                   | 110                               | 1.5                   | Mar Negro         |
| Kodori         | 110                   | 110                               | 2.0                   | Mar Negro         |
| Acharistsqali  | 90                    | 90                                | 1.5                   | Mar Negro         |
| Chorokhi       | 438                   | 26                                | 22.1                  | Mar Negro         |

## Outros
| Rios    | Total comprimento, km | Comprimento dentro da Geórgia, km | Área de captação. km2 | Bacia de drenagem |
| ------- | --------------------- | --------------------------------- | --------------------- | ----------------- |
| Abasha  | 66                    | 66                                | 370                   | Mar Negro         |
| Algueti | 108                   | 108                               | 763                   | Mar Cáspio        |
| Psou    | 57                    | 57 (ao longo da fronteira russa)  | 420                   | Mar Negro         |

- Rio Choloki
- Rio Great Liakhvi
- Rio Korolistskali
- Rio Ksani
- Rio Machakhlistskali
- Rio Terek
- Rio Vere